# Philodoria splendida
Philodoria splendida är en fjärilsart som beskrevs av Walsingham 1907. Philodoria splendida ingår i släktet Philodoria och familjen styltmalar. Inga underarter finns listade i Catalogue of Life.